# Плотина (Старобільський район)
Плоти́на (до 2024 року — Новоро́зсош) — село в Україні, у Новопсковській селищній громаді Старобільського району Луганської області. Населення становить 2024 осіб.

## Назва
Село Плотина засноване 1802 року і спочатку носило назву Плотина, а потім, коли туди переселилося кілька сімей із Розсоші Воронезької губернії, було перейменовано в Нову Розсош, а вже згодом – Новорозсош.
19 вересня 2024 року Верховна Рада підтримала перейменування села Новорозсош на Плотина, повертаючи історичну назву села у рамках дерусифікації. 26 вересня 2024 року перейменування набуло чинності.

## Географія

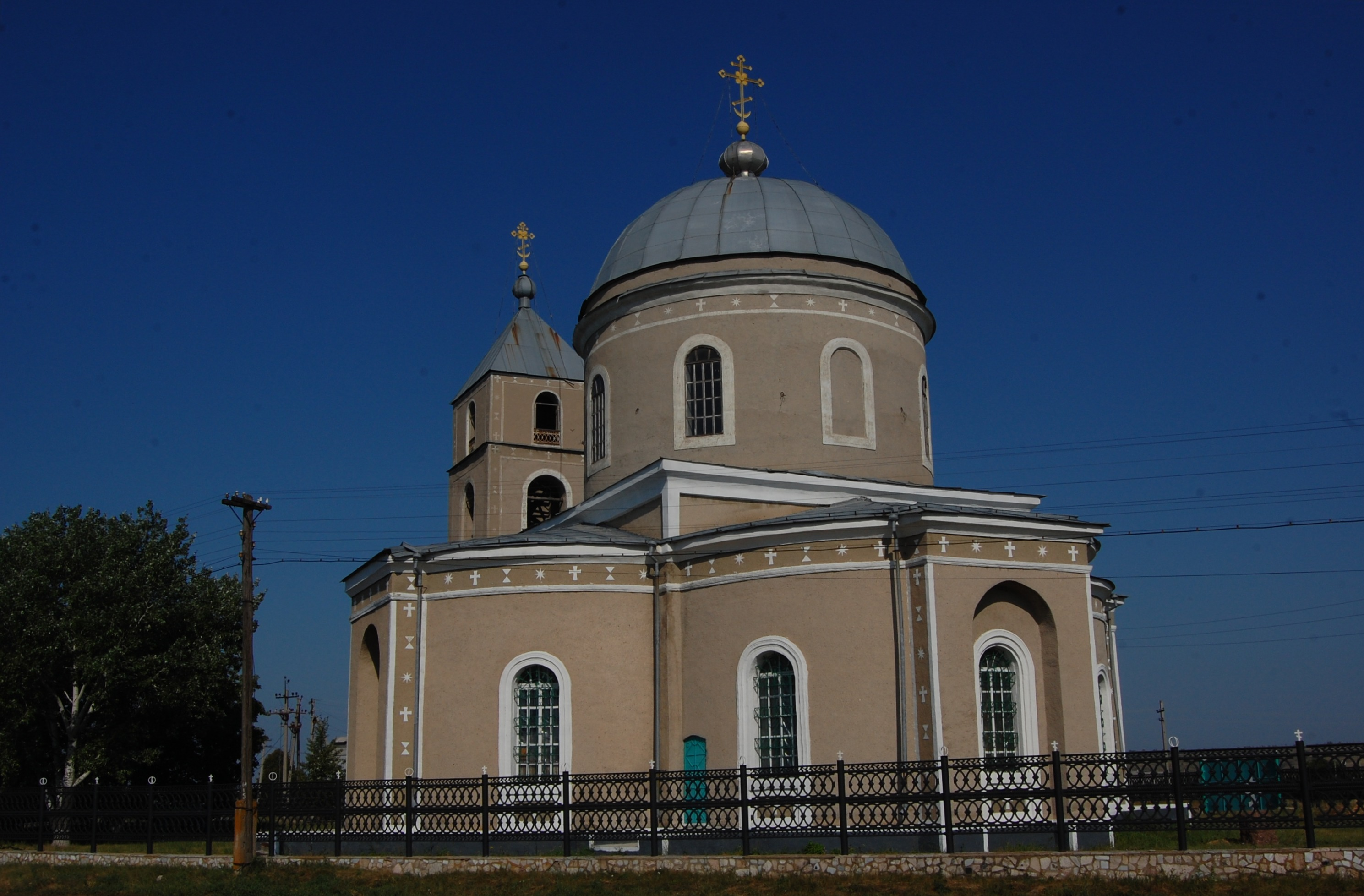
Храм

Плотина – село, яке розташоване на берегах річки Кам'янка в місці впадіння в неї притоки Суха Плотина за 10 кілометрів від селища Айдар та за 45 кілометрів від найближчої залізничної станції  – м.Старобільськ.
Площа населеного пункту – 2237 га.

## Історія
Населення за переписом 2001 року сягало  близько 2000 осіб.
Слобода була центром Новорозсошанської волості Старобільського повіту Харківської губернії Російської імперії.
Село постраждало внаслідок геноциду українського народу, вчиненого урядом СССР у 1932—1933 роках, кількість встановлених жертв — 72 людей.
У роки Німецько-радянської війни на фронтах воювало понад 500 новорозсошан,із яких 318 загинули в боях за визволення Батьківщини.10 липня 1942 року в Бабиному яру поблизу села, коли відступали Радянські війська,загинуло майже дві сотні воїнів та простих громадян, які захищали Південно-Західний фронт.
Головна архітектурна прикраса села Плотина – Свято-Троїцький храм,який відновив свою діяльність у 90-ті роки ХХ ст. після реставрації. З 2000 року настоятелем Свято-Троїцького храму є отець Микола. На свята храм відвідує близько 200 прихожан.
5 травня 2009 року до 64-ї річниці Перемоги у Німецько-радянській війні відкрито пам'ятний знак воїнам Південно-Західного фронту, загиблим у Бабиному яру.
Пам'ятки історії – братська могила «Загиблим воїнам»,«Скорбящая мать»,які знаходяться неподалік сільського Будинку культури.

## Природно-ресурсний потенціал
Село Плотина славиться своїм джерелом цілющої води. У червні 2009 року вода «Новорозсошанська» була представлена на восьмій міжнародній виставці «Східна брама України», яка відбулася у м. Луганську, а в січні 2010 року в м. Києві ця вода стала переможцем Всеукраїнського конкурсу якості продукції «100 кращих товарів України».

## Господарство
Із приходом радянської влади у селі Плотина з'явились перші комуни. У 30-х роках ХХ ст. створено 5 колгоспів: ім.Блюхера, ім.Тельмана, ім.Постишева, ім.Парткомуни та колгосп «Зірка».
У 50-ті роки ХХ ст. замість п'яти було створено 3 колгоспи: ім.Свердлова, ім.Мічуріна, ім.Чкалова. З 1955 року і протягом майже 20 років колгосп ім.Чкалова очолював Баштовий Микола Тихонович. За трудові досягнення він був нагороджений орденами Леніна, «Знак пошани», Жовтневої революції та іншими державними нагородами. Завдяки його зусиллям та трудового колективу в 1973 році господарство стало переможцем Всесоюзного соціалістичного змагання.
1964 року колгосп ім.Свердлова перейменовано на «Світанок»,його очолив Турпітко Ілля Купріянович.1970 головою колгоспу став Дівицький Іван Михайлович, який керував господарством до 1977 року і в цьому ж році колгоспи ім.Мічуріна та «Світанок» було об'єднано в один колгосп ім.Мічуріна, який почав розвиватися швидкими темпами.
На початку XXI ст. в результаті реформування колективних сільськогосподарських підприємств на території сільської ради утворено два товариства з обмеженою відповідальністю: ТОВ «Промінь» на базі КПС ім.Мічуріна та ТОВ «Агропродсервіс» на базі КПС ім.Чкалова. Завдяки вмілому керівництву досвідченого директора господарства «Промінь», потомственного агронома Сєргєєва Юрія Олександровича, злагодженій роботі всього трудового колективу, підприємство за багатьма показниками сільськогосподарського виробництва з року в рік досягає стабільно високих результатів, посідаючи передові місця в районі та області. Це одне з великих господарств всієї Луганської області,де займаються тваринництвом(близько 1300 голів великої рогатої худоби).
Високими темпами розвивається ТОВ «Агропродсервіс», нарощуючи виробництво сільськогосподарської продукції і посідаючи за показниками провідне місце в районі. Це господарство також займається тваринництвом (500 голів великої рогатої худоби).

## Освіта, культура, медицина, спорт, релігія
У передвоєнні роки в селі Плотина було 4 школи: середня, неповна середня, початкова, а також неповна середня вечірня школа для молоді, де навчалося майже 1000 учнів та працювало понад 30 вчителів.
У 1964 році було побудовано триповерхову школу,яка діє й донині.Ініціатором будівництва були тодішній директор школи Незнайко Григорій Семенович та його заступник Лука Іванович Крупа.Школа розрахована на 536 учнів,а на сьогоднішній день в школі навчається майже 300 учнів і працюють близько 20 вчителів.З 1986 року педагогічний колектив очолила Гончарова Валентина Іванівна,а зараз директором школи є Петрушова Наталія Іванівна. Звання «Вчитель-методист» присвоєно А.Я.Рідченку – вчителю фізики та астрономії,а також В.К.Марченко – вчителю математики,які зараз вже знаходяться на пенсії.
У 2011 році сільською радою відкрито дошкільний навчальний заклад «Колосок»,який відвідує понад 30 малюків віком від 3 до 5 років.
У 70-х роках ХХ ст. збудовано чудовий Будинок культури на 300 місць з бібліотекою.Нині там проходять заняття різних колективів та гуртків.У 2010 році Будинок культури посів друге місце в обласному в межах Всеукраїнського огляду-конкурсу клубних закладів у сільській місцевості. 
Релігія:
У XIX ст. у селі Новорозсош функціонувало дві церкви Різдва Богородиці та Троїцька церква.На початку ХХ ст. у Новорозсоші діяла одна церковнопарафіяльна школа,в якій викладали двоє священників та один учитель. 
Спорт
Футбольна команда ТОВ «Промінь» більше як за 10 років досягла чималих спортивних успіхів.Вона є неодноразовим чемпіоном району та області,володарем багатьох футбольних кубків.Цих успіхів досягнено завдяки всебічній підтримці депутата Луганської обласної ради трьох скликань, директора ТОВ «Промінь» Ю.О.Сєргєєва.  

## Інше
На цей час село Плотина повністю газифіковане, працюють вузол зв'язку, ФАП, аптека, пекарня, розвивається мережа торговельних точок, встановлено дві вежі сучасного мобільного зв'язку.    
Село Плотина славиться своїм самобутнім поетом Пойдою Дмитром Павловичем, який добре відомий усій літературній Луганщині.  

## Також
- Перелік населених пунктів, що постраждали від Голодомору 1932-1933, Луганська область
- Міста і села України. Луганщина.